# المقطوعة الحالمة رقم 32 (شوبان)

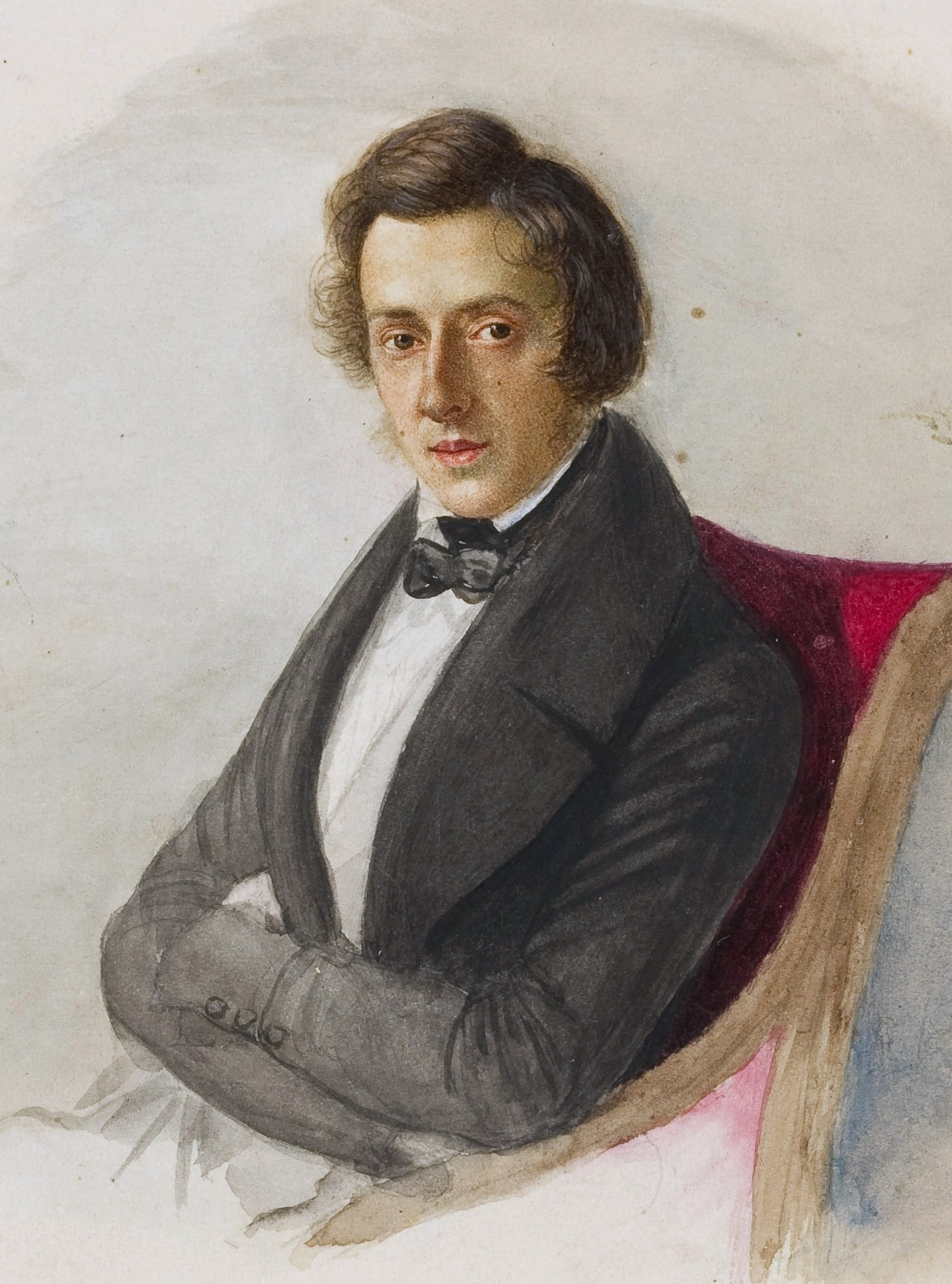
Chopin, 1835

المقطوعة الحالمة Op. 32، مقطوعتين من تأليف فريدريك شوبان سنة 1837. وتم اهدائهما لكاميل دي بيلينغ، وهما المقطوعتين الحالمتين رقمي 9 و 10.

## المقطوعة الحالمة B major, Op. 32, No. 1
وجد ديفيد دوبال المقطوعة الحالمة «ذوي أهمية أقل، لكنها تمتلك خصائص مميزة كلحن استعراضي». وفي ما يخص المقطع الختامي «يصدم المستمع تماماً في الريفيري.» وفقا لبيركلي، فإن نهاية «تفوق التحليل، لكن تجبر على الإستسلام». ونص جيم سامسون على أن «إنقطاع الموسيقى في عدة فترات من المقطوعة عبر المرور بشكل مذهل على اللحن السردي لا يخضع إلى أي منطق، لكنه يجذب بشكل مباشر نوعاً ما رغبة شوبان في ان يجعل المقطوعة 'تتكلم'». «النهاية دراماتيكية وأصلية» طبقاً لجيمس فريسكين،، مقارنة مع بساطة بقية المقطوعة.

## المقطوعة الحالمة A-flat major, Op. 32, No. 2
تعتبر المقطوعة الحالمة A-flat major, Op. 32, No. 2 من بين أعمال شوبان التي بواسطتها تم عمل أداء أوركسترا في الباليه باسم لي سيلفيد.